# Straight Right
Straight Right — австралийские независимые разработчики видеоигр, компания которых расположена в Мельбурне, Австралия. Они специфицируются на портировании игр, сделанными другими разработчиками, на различные платформы.

## История
Первое издание Straight Right — это Shift 2: Unleashed, разработанная для iOS, издателя Electronic Arts. Оно вышло 4 августа 2011. Получило смешанные, но по большей части положительные отзывы.
Их следующим изданием стала Wii U версия Mass Effect 3: Special Edition, также издателя Electronic Arts, которое получило признание критиков, набрав 85 балов из 100 на обзорном сайте агрегаторе Metacritic. Вышло 13 ноября 2012 в Северной Америке.
20 марта 2013 компания Square Enix анонсировала, что разработчики из Straight Right будет ответственны за Deus Ex: Human Revolution Director’s Cut. Издание получило признание критиков за свои усовершенствования от оригинальной игры и возможность использовать геймпад. Набрало 88 балов 100 на Metacritic.
Их самый последний проект — портирование и программирование версий ZombiU (Zombi) для PlayStation 4, Xbox One и Microsoft Windows, которые получили смешанные отзывы. Игра изначально была разработана Ubisoft Montpellier и издана Ubisoft.

## Игры
| Год  | Издание                                  | Издатель        | Жанр(ы)                                  | Платформа(ы)                               |
| ---- | ---------------------------------------- | --------------- | ---------------------------------------- | ------------------------------------------ |
| 2011 | Shift 2: Unleashed                       | Electronic Arts | Гонки                                    | iOS                                        |
| 2012 | Mass Effect 3: Special Edition           | Electronic Arts | Action/RPG                               | Wii U                                      |
| 2013 | Deus Ex: Human Revolution Director’s Cut | Square Enix     | Action/RPG, шутер от первого лица, стелс | Wii U                                      |
| 2015 | Zombi                                    | Ubisoft         | Шутер от первого лица, survival horror   | PlayStation 4, Xbox One, Microsoft Windows |